# 9196 Sukagawa
A 9196 Sukagawa (ideiglenes jelöléssel 1992 WP5) a Naprendszer kisbolygóövében található aszteroida. Tsutomu Seki fedezte fel 1992. november 27-én.